# Ivana Mrdak
Ivana Mrdak (ur. 15 września 1993) – serbska siatkarka, grająca na pozycji środkowej. 
Jej starszy brat Milija, również jest siatkarzem. 

## Sukcesy klubowe
Mistrzostwo Serbii:
- 2012, 2013, 2016, 2017

Superpuchar Serbii:
- 2016

Puchar Serbii:
- 2017

Puchar Niemiec:
- 2018, 2020[2]

## Sukcesy reprezentacyjne
Mistrzostwa Europy Kadetek:
- 2009

Mistrzostwa Świata Kadetek:
- 2009